# اریک کلاسن
اریک کلاسن (دانمارکی: Erik Clausen؛ زادهٔ ۷ مارس ۱۹۴۲ – درگذشتهٔ ۳۰ اکتبر ۲۰۲۴) کارگردان، بازیگر و فیلم‌نامه‌نویس اهل دانمارک بود. 
نیمه تاریک ماه و کارل، سمفونی کودکی من از جمله آثار او است.